# 삼분야
《삼분야》(三分野)는 2023년 방송되었던 중국의 드라마이다.

## 등장 인물
- 장빈빈 - 쉬옌스 역
- 우첸 - 샹위엔 역
- 황자은 (Francis) - 가오렁 역
- 하악연 (Nita) - 천쑤 역
- 이의효 - 리친 역
- 장희림 - 리융바오 역
- 류위정 (刘玮婷) - 린칭칭 역
- 최리아 (Liya) - 쉬옌 역

## 참고 사항
- 극중 샹위엔 역을 맡은 우첸은 《거유풍적지방》이후 4개월 만에 출연하는 작품이기도 하다
- 리친 역을 맡은 이의효는 《공소》에 이어 3편 연속으로 출연하게 되었다
- 해당 드라마 엔딩곡은 극중 쉬옌스와 샹위엔 역을 맡았던 장빈빈과 우첸이 참여하였다
- 국내 OTT 서비스인 비플릭스에서 바로 볼 수 있다. 바로가기